# Morti nel 1965/Senza giorno specificato
| Questa pagina contiene informazioni ricavate automaticamente dalle voci biografiche con l'ausilio del template Bio e di un bot. L'aggiornamento è periodico e automatico e ricostruisce completamente la pagina. Se manca una persona in questa lista, sei pregato di non aggiungerla, ma accertati piuttosto che la sua voce biografica contenga il template Bio e che i dati anagrafici siano correttamente compilati. Se il template Bio manca, inseriscilo tu stesso o, in alternativa, metti l'avviso {{tmp\|Bio}} che ne segnala la mancanza. Se i dati riportati sono sbagliati, correggi direttamente la voce biografica; le modifiche saranno visibili in questa lista entro pochi giorni. Per chiarimenti vedi il progetto biografie. La lista contiene solo le 69 persone che sono citate nell'enciclopedia e per le quali è stato implementato correttamente il template Bio. Pagina aggiornata al 3 mar 2024. |

- Alberto Achá, calciatore boliviano (n. 1920)
- Robyn Adair, attore statunitense (n. 1884)
- Robert Adams, attore britannico (n. 1906)
- Henri Alméras, profumiere francese (n. 1892)
- Pasquale Arzuffi, pittore italiano (n. 1897)
- Pasquale Avallone, pittore e scultore italiano (n. 1884)
- Antonio Bassi, scultore italiano (n. 1889)
- Abdesselem Ben Mohammed, calciatore marocchino (n. 1926)
- Mario Biazzi, pittore italiano (n. 1880)
- Carl Buettner, fumettista statunitense (n. 1903)
- Carmen Bulgarelli Campori, soprano e compositrice italiana (n. 1910)
- Antonio Campostano, fotografo italiano (n. 1877)
- Giuseppe Carosi, pittore e incisore italiano (n. 1883)
- Raimondo Carta Raspi, storico e editore italiano (n. 1893)
- Giacomo Enrico Casati, ingegnere e progettista italiano (n. 1879)
- Benedetto Ciaceri, giornalista, scrittore e commediografo italiano (n. 1902)
- Giacomo Ciamberlani, pittore e disegnatore italiano (n. 1893)
- Michele Cianciulli, avvocato italiano (n. 1895)
- Luigi Sante Da Rios, fisico e matematico italiano (n. 1881)
- Nicola De Cesare, funzionario italiano (n. 1891)
- Francesco Domenico De Lorenzo, prefetto italiano (n. 1907)
- Giorgio De Vincenzi, pittore e disegnatore italiano (n. 1884)
- Mario Depangher, partigiano e antifascista italiano (n. 1897)
- Nino Donati, imprenditore e dirigente d'azienda italiano (n. 1889)
- Dick Duckworth, calciatore inglese (n. 1882)
- Mario A. Ferrero, astronomo italiano (n. 1904)
- Salvatore Galgano, giurista italiano (n. 1887)
- Lamberto Gerani, militare italiano (n. 1895)
- Giovanni Giuliani, pittore e incisore italiano (n. 1893)
- Thomas Gnielka, giornalista tedesco (n. 1928)
- Vítor Gonçalves, calciatore e allenatore di calcio portoghese (n. 1896)
- Joseph Hers, botanico belga (n. 1884)
- Jan Knížek, calciatore cecoslovacco (n. 1901)
- Adelmo Landini, inventore italiano (n. 1896)
- Karl Max Liniger, esperantista svizzero (n. 1901)
- Edgardo Longoni, giornalista e dirigente sportivo italiano (n. 1880)
- Andrea Majocchi, chirurgo e scrittore italiano (n. 1876)
- Arrigo Renato Marzola, pittore italiano (n. 1889)
- Alfredo Mattioli, allenatore di calcio e calciatore italiano (n. 1902)
- Corrado Michelozzi, pittore italiano (n. 1883)
- Gaetano Miolato, pittore italiano (n. 1885)
- Emilio Murdolo (n. 1889)
- Edward Narbutt-Narbuttowicz, religioso polacco (n. 1911)
- Henriette Negrin, stilista francese (n. 1877)
- Rina e Ida Nigrisoli, educatrice e pedagogista italiana (n. 1885)
- Evgenij Pachomov, numismatico e archeologo sovietico (n. 1880)
- Rolando Pagnini, architetto italiano (n. 1911)
- William Paxton, pittore canadese (n. 1873)
- Enrico Pedrotti, fotografo italiano (n. 1905)
- Sándor Peics, calciatore e allenatore di calcio ungherese (n. 1899)
- Riccardo Pieri, arbitro di calcio italiano (n. 1920)
- Carlo Pizzi, scultore italiano (n. 1891)
- Ubaldo Puglieschi, militare italiano (n. 1874)
- Carlo Romagnoli, pittore italiano (n. 1888)
- Ercole Roncaglia, generale italiano (n. 1886)
- Ishobel Ross, infermiera scozzese (n. 1890)
- Muhammad Najib al-Ruba'i, politico e generale iracheno (n. 1904)
- Percy Sands, calciatore inglese (n. 1881)
- Nina Savina, canoista sovietica (n. 1915)
- Michelangelo Semeraro, storico e educatore italiano (n. 1900)
- Jaroslav Špindler, calciatore austriaco (n. 1890)
- Torquato Tamagnini, scultore e medaglista italiano (n. 1886)
- Oreste Tosini, calciatore italiano (n. 1904)
- Ferruccio Vannoni, intagliatore, restauratore e pittore italiano (n. 1881)
- Augusto Vicinelli, critico letterario e giornalista italiano (n. 1888)
- Hugo Vītols, calciatore lettone (n. 1910)
- Enoch West, calciatore inglese (n. 1886)
- Katarine Zalyan-Manukyan, politica armena
- Carlo Zocchi, pittore italiano (n. 1894)